# Andrew Loog Oldham
Andrew Loog Oldham (29. siječanj, 1944. Paddington,  London) je engleski rock producent, glazbeni impresario i autor. Najpoznatiji je ipak po tome jer je bio manager sastava Rolling Stones šezdesetih godina, kada su se oni uspeli na vrh.
On je osobno sudjelovao u stvaranju njihovog glazbenog stila, nastojeći razviti njihov zapaljivi zvuk po uzoru na američkog glazbenog producenta Phila Spectora. Bio je i manager grupama Small Faces, Nice i pjevačici Marianne Faithfull.

## Vanjske poveznice
- Službene stranice  Arhivirana inačica izvorne stranice od 1. srpnja 2007. (Wayback Machine)